# Christian Bollert

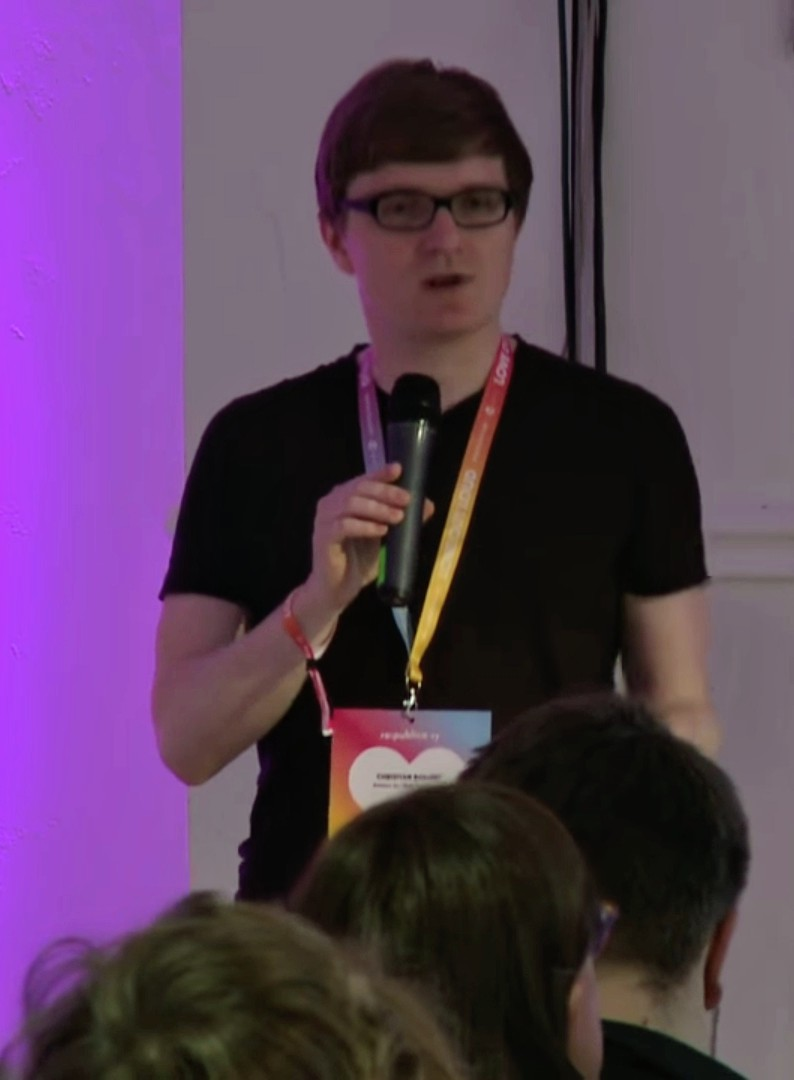
Christian Bollert (2017)

Christian Bollert (* 31. Mai 1982 in Potsdam) ist ein deutscher Journalist.

## Leben
Bollert studierte Journalistik und Politikwissenschaften an der Universität Leipzig. Er arbeitete während seines Studiums als Autor und Redakteur für öffentlich-rechtliche Sender (u. a. MDR, RBB) und beim Lokalradio der Universität Leipzig, mephisto 97.6.
Christian Bollert ist Mitgründer und Geschäftsführer von detektor.fm und arbeitet dort auch als Moderator und Sprecher. Bollert tritt außerdem als Dozent und Redner an Aus- und Fortbildungseinrichtungen sowie auf Veranstaltungen der Medienbranche auf.
Gemeinsam mit Melanie Stein initiierte Bollert 2019 die Initiative Wir sind der Osten mit dem Ziel, die Vielfalt Ostdeutschlands im 1990  wiedervereinigten Deutschland in einer Vielfalt von Einzelbiografien zur Geltung zu bringen. Dabei sollen „Zukunftsgestalter und Zukunftsgestalterinnen“ zu Wort kommen, „die geblieben sind, die in andere Bundesländer gezogen oder auch wieder zurückgekehrt sind in die alte Heimat.“

## Auszeichnungen
- Ernst-Schneider-Preis 2017 in der Kategorie „Große Wirtschaftssendung“ im Bereich Hörfunk[4]
- Nominierung Grimme Online Award (2017, 2013, 2011)[5]
- Fellow des Kompetenzzentrums für Kultur- und Kreativwirtschaft des Bundes[6]
- Journalist des Jahres, Platz 6 in der Kategorie „Entrepreneur“ des Medium Magazins[7]
- Deutscher Radiopreis 2012, Kategorie „Beste Innovation“[8]